# Günther Kräuter

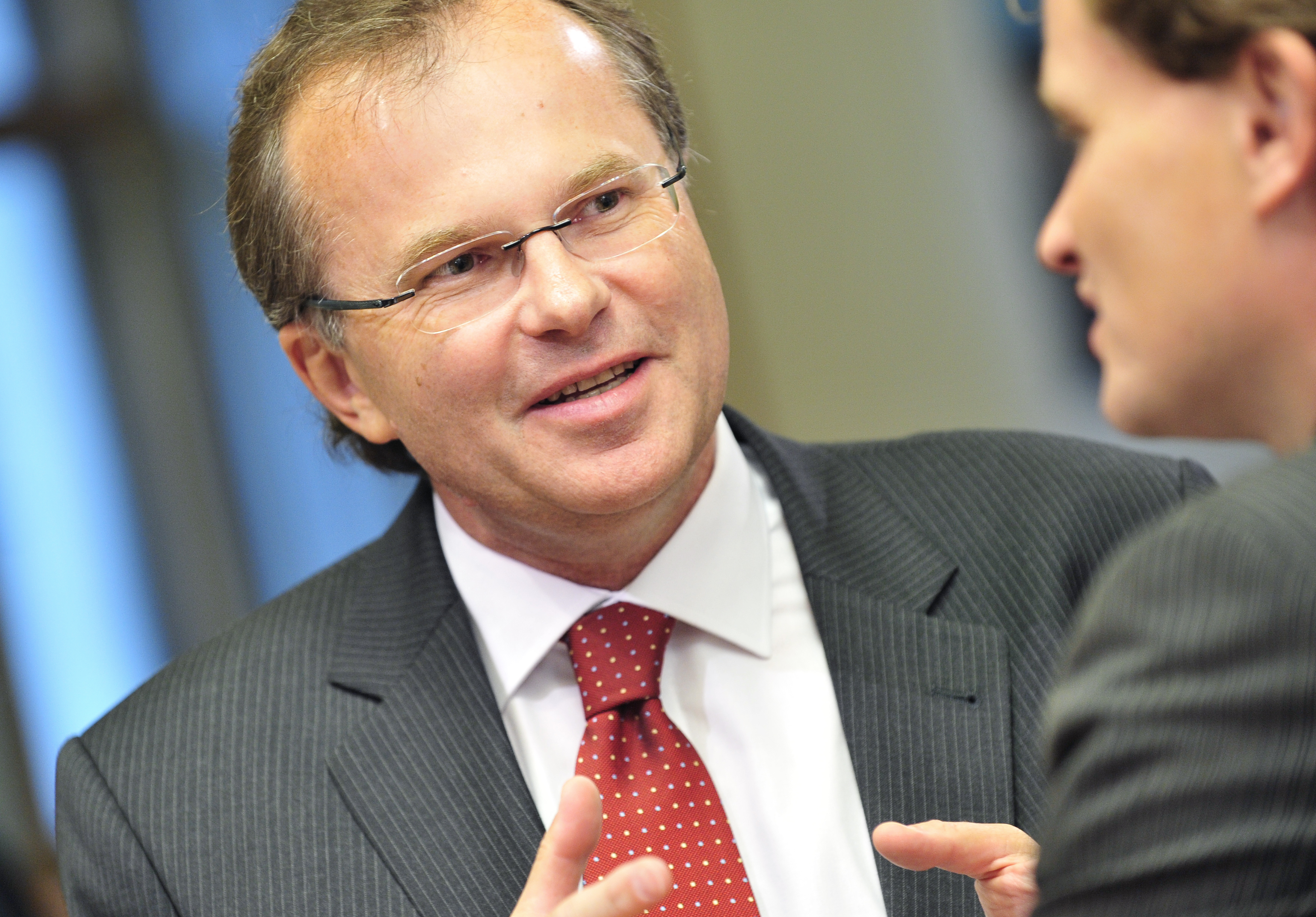
Günther Kräuter (2010)

Günther Kräuter (* 30. Dezember 1956 in Leoben; † 7. August 2021 in Schladming) war ein österreichischer Beamter, Politiker (SPÖ) und Abgeordneter zum Nationalrat. Er war SPÖ-Sprecher für Freizeitpolitik sowie Rechnungshofsprecher. Am 24. November 2008 wurde er zum Bundesgeschäftsführer der SPÖ bestellt. Von 2013 bis 2019 war er als Volksanwalt zuständig für Soziales, Pflege, Gesundheit, Jugend und Familie und agierte als Generalsekretär des International Ombudsman Institute (I.O.I.).

## Ausbildung und Beruf
Günther Kräuter besuchte die Volksschule und im Anschluss das Bundesrealgymnasium in Leoben. 1972 wechselte er an das Musisch-Pädagogische Gymnasium Graz, das er 1976 mit der Matura abschloss. Kräuter leistete in der Folge zwischen 1976 und 1977 seinen Präsenzdienst ab und begann 1977 ein Studium des „Bergwesens“ an der Montanuniversität Leoben. Nach einem Untertagepraktikum in Dortmund wechselte Kräuter im Wintersemester 1977/78 die Studienrichtung und inskribierte Rechtswissenschaften an der Universität Graz. Kräuter schloss sein Studium 1985 als Dr. iur. ab.
Kräuter absolvierte sein Gerichtsjahr zwischen 1985 und 1986 und war ab 1986 Verwaltungsjurist in Gratkorn. 1991 wechselte er als Sekretär in das Regierungsbüro der steirischen Landesregierung und war seit Oktober 1991 in der Rechtsabteilung für Gesundheitswesen im Amt der Steiermärkischen Landesregierung angestellt. Kräuter wurde 1998 zum Oberregierungsrat ernannt.

## Politik
Günther Kräuter trat 1978 in die SPÖ ein und war bei den Steirischen Kinderfreunden aktiv. Kräuter war zwischen 1990 und 1995 Mitglied des Gemeinderates der Marktgemeinde Gratkorn und von 1990 bis 2000 geschäftsführender Bezirksvorsitzender der SPÖ Graz-Umgebung. Seit 2000 war Kräuter Bezirksvorsitzender der SPÖ Graz-Umgebung. 1998 wurde er Mitglied des Landesparteipräsidiums der SPÖ Steiermark und ist zudem seit 1999 Landesobmann der Arbeiterfischer Steiermark.
Kräuter vertrat die SPÖ vom 22. Oktober 1991 bis zum 30. Juni 2013 im Nationalrat. Er war seit 1999 Obmannstellvertreter im Verfassungsausschuss und seit 2001 Obmannstellvertreter im Rechnungshofausschuss.
Im April 2019 wurde Bernhard Achitz vom SPÖ-Bundesparteipräsidium als Nachfolger von Günther Kräuter als Volksanwalt nominiert und am 13. Juni 2019 vom Nationalrat gewählt.

## Privates
Günther Kräuter wurde als Sohn eines Gemeindebediensteten und einer Sozialamtsbediensteten geboren. Er war seit 1983 verheiratet und hatte zwei Töchter, die 1988 bzw. 1991 geboren wurden. Er starb am 7. August 2021 bei einer Wanderung in den Schladminger Tauern vermutlich infolge eines medizinischen Notfalls.

## Auszeichnungen
- 2002: Großes Goldenes Ehrenzeichen für Verdienste um die Republik Österreich[6]